# Metapenaeopsis scotti
Metapenaeopsis scotti is een tienpotigensoort uit de familie van de Penaeidae. De wetenschappelijke naam van de soort is voor het eerst geldig gepubliceerd in 1973 door Champion.